# Nhạc pop Ả Rập
Nhạc pop Ả Rập (tiếng Ả Rập: بوب عربي; tiếng Anh: Arabic pop music hay Arab pop) là một tiểu thể loại nhạc pop và nhạc Ả Rập.
Nhạc pop Ả Rập đa phần được sản xuất và có nguồn gốc từ thủ đô Cairo của Ai Cập; với thành phố Beirut của Liban là trung tâm lớn thứ hai. Dòng nhạc này là sản phẩm tự nhiên của ngành công nghiệp điện ảnh Ả Rập (chủ yếu là các bộ phim Ai Cập), cũng phần lớn nằm ở thành phố Cairo.
Phong cách căn bản của nó là một dòng nhạc kết hợp nhân tạo các giai điệu nhạc pop với các yếu tố của những phong cách âm nhạc địa phương Ả Rập khác nhau, được gọi là ughniyah (tiếng Ả Rập: أغنية) hay trong tiếng Việt dịch là "ca khúc Ả Rập". Nó sử dụng các nhạc cụ đàn dây bao gồm đàn guitar cũng như các nhạc cụ truyền thống Trung Đông.
Một khía cạnh khác của nhạc pop Ả Rập đó là âm giọng toàn phần và tâm trạng của bài hát. Đa số các bài hát nằm ở điệu thứ và chủ đề bài hát có xu hướng tập trung vào sự khao khát, u sầu, xung đột và các vấn đề trong tình yêu nói chung.